# 木村匡
木村匡（日语：／ Kimura Tadashi */?，1860年3月11日—1940年2月7日），日本仙臺藩（今宮城縣石卷市）政治人物、教育家、實業家、銀行家，有「殖產興業功勞者」之稱:75。木村匡原為教育家，之後在1885年進入官場，1895年渡海來臺灣，在總督府任職，並提出數種教育理念，惜與民政局局長後藤新平的觀念不合。1901年辭官，轉而進入實業界，1926年返日，並在返日後擔任多項公職，1940年過世。

## 生平
木村匡在萬延元年（1860年）和曆二月十九日出生於仙臺藩北村大澤（今宮城縣石卷市），為仙臺藩士木村景直二男，其父及其兄弟木村敏、木村剛都是在鄉里間有名的教育家。木村匡自幼勤奮苦讀，跟隨父親研讀孝經，之後幫忙父親教書。1873年進入宮城師範學校的前身傳習學校下等科就讀，畢業後，在北村小學校、片平小學校擔任教職。1878年入讀三菱商業學校，1879年以優異成績畢業。及後，樞密院議長濱尾新欲聘僱木村匡，然因其兄木村敏生病，而回到故鄉，在師範學校任教，辭職後前往東都遊學。1885年，在高等商業學校擔任教職，並於同年12月28日進入文部省，在森有禮身邊擔任文書事務，因此經常紀錄森有禮的演講內容，並認為自己十分瞭解其教育理念。1889年跟隨久保田讓赴歐美各國留學，並在文部省會計局工作，1890年任高等商業學校教授，1896年辭職。

### 來臺
1895年，擔任總督府秘書官、文書課、經理課長，同時受到第一任臺灣民政局長水野遵之邀，因而來臺，居於臺北大加蚋堡艋舺西門外街:998。之後繼續在桂太郎、乃木希典總督之下擔任秘書官共七年。1899年跟隨民政局長後藤新平、土木技師川上浩二郎一同自基隆出發，前往打狗、鳳山、阿猴等地視察，並於同年設立臺北私立簡易商工學校，1900年創立臺灣商工學校、臺灣殖民行政學校，大力提倡實業教育，推動設立圖書館、支持建立臺灣大學，但與後藤新平的理念不合，因此遭到其反對。1896年，任總務部文書課事務官、財務部經理課事務官，翌年擔任總督官房文書課參事官、民政局殖產課事務官，1900年任學務課長，同年11月9日返回故鄉養病。後受到同鄉前輩荒井泰治的慫恿，於1901辭官，進入三十四銀行株式會社擔任大阪本店庶務課長。後又擔任三十四銀行臺灣各支店總支配人，1904年基於「統一主義」的觀點提出義務教育論，但遭到持地六三郎的強烈反對。此後木村匡自稱「臺灣教育學政之失敗者」，對教育方面的言論變少，轉而活躍於實業界。1905年返日擔任三十四銀行京都支店長以及銀行集會所手形交換所委員，1910年3月辭職:998，但1911年因擔任臺灣商工銀行監查役以及臺灣貯蓄銀行取締役因而回臺，翌年臺灣商工銀行和臺灣貯蓄銀行合併後，被選任為頭取（董事長）:998。因其頗有辯才，故在1915年擔任臺北中央工會會長，任內大力鼓吹臺北市自治，因此受到《臺灣日日新報》的強烈批評，臺北中央工會也在1918年1月正式解散。
1912年木村匡以「內臺融合」為宗旨，與李延禧共同發起創立「大正協會」，木村擔任會長一職。 《臺灣日日新報》曾有報導描述該會創立之緣由：
大正協會之成立，起於時事之要求。顧臺灣自歸帝國治下，十有星霜矣。其間百廢咸興，庶政備擧。而至於內地人與本島人間，則意思往往疏隔，由疏隔而生誤解，由誤解而致接觸不能圓滑，識者之遺憾也。大正協會之組織，起於內地人間有志者木村匡氏等、及本島人間有志者李延禧外數氏之發起。經數次慎重會議，去七日夜，又假李氏宅開發起人會議。
協會的正副會長一直以來都是由木村匡和李延禧擔任，直至1926年木村匡離臺之際，才由小松吉久接任會長。
1916年8月，大正協會評議員在木村匡宅邸中召開會議，決議與詩社瀛社聯絡舉行釋奠典禮。1917年1月，木村匡組織崇聖會，由其擔任會長。後在農曆八月二十七日孔子誕生當天舉行釋奠典禮，同時推行文廟復興，然因經濟蕭條而導致難以募資，孔廟建設情形也不堪理想。1919年，擔任華南銀行創立總會檢查役。1923年，與李延禧、陳純精、三好德三郎等人一同受裕仁皇太子接見:75。
此外，木村匡也年擔任過故北白川宮殿下宮祠建設委員會委員，臺灣文庫幹事長、總督府史料編纂委員會評議員、臺北州協議會員、財團法人齋藤報恩會監事等職。

### 返日
因銀行經營不善，木村匡於1926年離臺，返回日本後先後擔任宮城縣教育會顧問，北村村長、吉田高等女學校校長、東北特殊鋼株式會社取締役等多項職務，最終於1940年2月7日逝世，享年79歲。2月12日，在臺北公會堂舉行弔會。

## 紀念
在河南町（今石卷市的一部份）原有一棟紀念木村匡之建築「立教堂」。「立教堂」原稱「木村匡先生紀念館立教堂」，是在1929年由北村村民捐資於北村小學校內建立，展覽木村匡等人之資料，但之後因資料保存不佳，開始呈現半廢棄狀態。1998年5月，立教堂曾重新整修開幕，展示地方人物的相關史料，例如木村匡三兄弟、初代宮城縣參事遠藤溫、致力推動鄉土教育的齋藤莊次郎等人之資料，但在2003年三陸南地震爆發期間遭震毀，建築全數倒塌，不久後拆除。

## 其他
1899年，木村匡提出在原住民土地佈教的實施辦法。其認為可由臺北國語學校幫助將要前往原住民土地佈教的佈教師學習原住民語，另外選人為原住民教授日語，以備日後傳道所需。其次，擔任原住民佈教者應有醫學及農業、工藝的素養，並須具備教育經驗，以便在平時教導原住民學生，更應由宗教教化改變其出草習俗:258。

## 思想
木村匡在任職於總督府期間推動「實業性教育主義」，在此之後，他又基於統一主義而推動「義務教育論」，並大力鼓吹臺北市自治、內臺融合、共進會的主催、釋奠典禮、文廟復興、水道敷設運動、赤十字事業擴張、內地人永居臺灣等。由此可知，木村匡所推行的運動以及主張的理念均未有連貫性。但在其未有連貫性的行為之下有一貫的理念，即「內地延長主義」以及「文明輸入」之觀念。木村匡對六三法抱持反對意見，認為要將臺灣的教育制度與日本同化，因而主張臺灣義務教育論，希望能讓臺灣的教育制度與日本的教育制度統一。因此，學者經常將木村匡與伊澤修二的教育理念視為同一構想，但相較於伊澤修二，木村匡對於國語教育並未表現出特別的熱誠，反而認為對日本而言，臺灣的開化是國家應盡的責任，所以無法單單以國語教育的方式教化臺灣人。
木村匡之教育觀深受歐美帝國主義思想的影響，因其認為臺灣必須實施歐美式的商業教育，才能使國家變得強盛，同時重視宗教的教化作用以促進在臺的日本宗教家在臺傳教，並將宗教寄託於教育身上，企圖以商業為主的教育方式教化臺灣人。木村匡認為，為培養將來的「商業國民」，因此向臺灣人教授商業知識的同時也要同時傳授文明知識，並為此大力興設圖書館。